# Los Amigos Invisibles
Los Amigos Invisibles é uma banda venezuelana formada em 1991 cuja música mistura elementos dos gêneros disco, funk e acid jazz com diversos ritmos latinos. Ao longo da carreira, o grupo já lançou onze discos e já fizeram shows internacionais em cerca de 60 países, além de terem recebido diversos prêmios musicais, incluindo o Grammy Latino.

## Membros
- Julio Briceño "Chulius" — voz e percussão menor.
- Mauricio Arcas "Maurimix" — congas, timbales, percussão latina em geral, voz e coros.
- José Rafael Torres "El Catire" — baixo.
- Juan Manuel Roura "Mamel" — bateria e coros.

## Discografia
- A Typical and Autoctonal Venezuelan Dance Band (1995)
- The New Sound of the Venezuelan Gozadera (1998)
- Arepa 3000: A Venezuelan Journey Into Space (2000)
- The Venezuelan Zinga Son, Vol.1 (2002)
- Super pop Venezuela (2005)
- Superpop Venezuela Remixes (2007)
- En una noche tan linda como ésta (2008)
- Commercial (2009)
- Not so commercial (2011)
- Repeat after me (2013)
- Acústico (2015)
- El Paradise (2017)